# Lennart Gruvstedt
Lennart Gruvstedt (* 1955 in Ystad) ist ein schwedischer Jazz- und klassischer Musiker (Schlagwerk).

## Leben und Wirken
Gruvstedt erhielt seine Ausbildung bei Bent Lylloff und Ed Thigpen an der Musikakademie Malmö. 1969 entstanden in Kopenhagen erste Aufnahmen mit Phil Woods und Niels-Henning Ørsted Pedersen. Seit der Gründung 1975 ist er Mitglied des Malmö Percussion Ensemble. Mit dieser Formation, die eines der ersten Perkussion-Orchester in Schweden war, tourte er ausgiebig durch Europa und die USA. Das Ensemble hat eine Reihe von Schallplatten- und Radioaufnahmen vorgelegt.
Gruvstedt lebte viele Jahre in Kopenhagen, wo er 1977–78 als Orchestermusiker in der Königlichen Kapelle arbeitete. Von 1978 bis 1990 war er Mitglied der Big Band von Danish Radio. Daneben konnte er ausgiebig als Schlagzeuger tätig sein, etwa im Quintett von Anders Bergcrantz (Opinions) und in der Tolvan Big Band, mit der mehrere Alben entstanden; mit Miles Davis ist er auf dessen Album Aura zu hören, mit Niels-Henning Ørsted Pedersen auf dessen Album The Eternal Traveller. Im Trio mit Niels Thybo und Bo Stief spielte er 1998 das Album Trio Music ein, das aufgrund seiner Dynamik bei den Schlagzeugsoli als „Boxenkiller“ bekannt wurde. Im Bereich des Jazz war er zwischen 1969 und 2013 an 58 Aufnahmesessions beteiligt, u.a, auch mit Ole Kock Hansen, Nils Lindberg, Allan Botschinsky, Bengt-Arne Wallin/Nils Landgren, Wolfgang Schlüter, Inga Rumpf und  Niels Thybo. Seit 1980 unterrichtet er zudem als Schlagzeuglehrer an der Musikakademie Malmö.
Gruvstedt erhielt 2001 ein Stipendium der Stiftung Egil Johansens Minne.